# Xã Medina, Michigan
Xã Medina (tiếng Anh: Medina Township) là một xã thuộc quận Lenawee, tiểu bang Michigan, Hoa Kỳ. Năm 2010, dân số của xã này là 1.090 người.